# Мечеть Бейбарса
Мечеть Бейбарса — бывшая мечеть, располагавшаяся в Старом Крыму. Исследователи считают её самой древней мечетью Крыма.

## История
Предположительно мечеть возвели в 1287—1288 годах. Деньги на её строительство (2000 динаров) за десять лет до того выделил султан Египта Бейбарс I, поскольку хотел отметить место своего рождения. До наших дней дошли лишь фрагменты мечети Бейбарса. Прямоугольная в плане, она имеет размеры в плане 20 на 15 метров. Материал — местный бут. По мнению Петра Кеппена, стены мечети Бейбарса «были покрыты мрамором, а верх — порфиром». Историк Арсений Маркевич отметил конструктивные особенности сооружения: «эти руины, привлекающие внимание высотой сводов и массивностью стен с контрфорсами, ещё долго могут держаться». В конце XVIII века ещё сохранялся ныне утраченный минарет (его изображение имеется на картине Михаила Иванова).